# Parvaoplus townesi
Parvaoplus townesi är en stekelart som beskrevs av Heinrich 1968. Parvaoplus townesi ingår i släktet Parvaoplus och familjen brokparasitsteklar. Utöver nominatformen finns också underarten P. t. tsitsikamae.